# Parafia św. Jana Apostoła i Ewangelisty w Polskowoli
Parafia św. Jana Apostoła i Ewangelisty w Polskowoli – parafia rzymskokatolicka w Polskowoli.
Wsie należące do parafii:
- Polskowola (870)
- Brzozowica Mała (165-2 km)
- Olszewnica Mała (część Olszewnicy) (105-2 km)